# Roger Schott
Roger Schott (Estrasburgo; 29 de marzo de 1928-Doylestown; 2 de octubre de 2022) fue un árbitro de fútbol estadounidense nacido en Francia.

## Trayectoria
Emigró desde Francia hacia Estados Unidos en 1951 y se convirtió en árbitro profesional en 1968. En 1972 fue nombrado internacional por la FIFA y apareció en el Campeonato Concacaf de 1973, en el empate de 1-1 entre Honduras-Guatemala.